# Athaumasta sapporensis
Athaumasta sapporensis là một loài bướm đêm trong họ Noctuidae.